# Phacidiopycnis
Phacidiopycnis is een geslacht van schimmels behorend tot de familie Phacidiaceae. De typesoort is Phacidiopycnis malorum.

## Soorten
Volgens Index Fungorum telt het geslacht zes soorten (peildatum februari 2022):
| Soortnaam                      | Auteur(s)                        | Publicatiejaar |
| ------------------------------ | -------------------------------- | -------------- |
| Phacidiopycnis furfuracea      | (Fr.) Jørst.                     | 1945           |
| Phacidiopycnis malorum         | Potebnia                         | 1912           |
| Phacidiopycnis melanconioides  | (Peck) Arx                       | 1957           |
| Phacidiopycnis padwickii       | (Khesw.) B. Sutton               | 1980           |
| Phacidiopycnis tuberivora      | (Güssow & W.R. Foster) B. Sutton | 1980           |
| Phacidiopycnis washingtonensis | C.L. Xiao & J.D. Rogers          | 2005           |